# Liste der Monuments historiques in Chalonnes-sur-Loire
Die Liste der Monuments historiques in Chalonnes-sur-Loire führt die Monuments historiques in der französischen Gemeinde Chalonnes-sur-Loire auf.

## Liste der Bauwerke
| Bezeichnung                 | Beschreibung              | Standort | Kennzeichnung | Schutzstatus | Datum | Bild           |
| --------------------------- | ------------------------- | -------- | ------------- | ------------ | ----- | -------------- |
| Chor der Kirche St-Maurille | Erbaut im 13. Jahrhundert | (Lage)   | PA00109008    | Classé       | 1909  | weitere Bilder |
| Abri                        | Paläolithikum             | (Lage)   | PA00109007    | Classé       | 1978  |                |